# CHAGE "大いに唄う" in 武道館
『CHAGE "大いに唄う" in 武道館』（チャゲ おおいにうたう イン ぶどうかん）は、CHAGEの映像作品。1998年11月11日にVHSで発売された。発売元は東芝EMI。

## 概要
1998年、CHAGEはCHAGE and ASKAとしてデビューしてから19年の活動を経てはじめてソロ活動を開始した。初コンサートは同年5月15日と16日の『CHAGE 上海之行演唱会』の上海体育館公演、そして日本での初コンサートは同年6月22日、日本武道館で行った『CHAGE "大いに唄う" in 武道館』。その日本武道館公演のアンコールではASKAが登場し、「終章 (エピローグ)」を披露した。
本作は日本での初コンサート『CHAGE "大いに唄う" in 武道館』の中から11曲をピックアップしてVHSに収めたものである。
ボーナストラックとしてライブ開催後に発売された、ソロ名義による1stシングル「トウキョータワー」のMVとASKAが登場したアンコール部分が収録されている。

## リリース
その後、CHAGEソロ活動20周年にあたる2018年にVHS版には収録されなかった10曲を追加収録したBlu-rayが通販限定商品として再発売された。

## 収録曲

### VHS版
1. NとLの野球帽
作詞・作曲：CHAGE
2. CRIMSON
作詞・作曲：CHAGE
3. Mr.Liverpool
作詞：CHAGE　作曲：村上啓介
4. レノンのミスキャスト
作詞：澤地隆　作曲：CHAGE
5. 紫陽花と向日葵
作詞・作曲：CHAGE
6. SOME DAY
作詞：澤地隆　作曲：CHAGE
7. 夢
作詞・作曲：CHAGE
8. CATCH & RELEASE
作詞・作曲：CHAGE
9. WINDY ROAD
作詞：澤地隆　作曲：CHAGE
10. 夏の終わり
作詞：澤地隆　作曲：CHAGE

### Bonus Track
1. トウキョータワー (PV)
作詞・作曲：CHAGE
2. 終章 (エピローグ)
作詞：CHAGE・田北憲次　作曲：CHAGE

### Blu-ray版
1. NとLの野球帽
2. 勇気の言葉
作詞：青木せい子　作曲：CHAGE
3. CRIMSON
4. LOVE
作詞：青木せい子　作曲：CHAGE
5. Mr.Liverpool
6. 東京 Doll
作詞：澤地隆　作曲：CHAGE
7. レノンのミスキャスト
8. Reason
作詞：澤地隆　作曲：CHAGE
9. 紫陽花と向日葵
10. 夢を見ましょうか
作詞・作曲：CHAGE
11. SOME DAY
12. ベンチ
作詞・作曲：CHAGE
13. 赤いベッド
作詞：澤地隆　作曲：CHAGE
14. 夢
15. CATCH & RELEASE
16. 告白
作詞：青木せい子　作曲：CHAGE
17. WINDY ROAD
18. 終章 (エピローグ)
19. [7]
作詞・作曲：CHAGE
20. ロマンシング ヤード
作詞：秋谷銀四郎　作曲：CHAGE
21. 夏の終わり

### Bonus Track
1. トウキョータワー (PV)

## CHAGE "大いに唄う" in 武道館 20th Anniversary Edition (アルバム)
『CHAGE "大いに唄う" in 武道館 20th Anniversary Edition』（チャゲ おおいにうたう イン ぶどうかん トゥエンティエス・アニバーサリー・エディション）はChageの配信限定ライブ・アルバム。

### 解説
1998年6月22日に日本武道館にて行われたライブ『CHAGE "大いに唄う" in 武道館』の模様をライブ音源として配信限定発売。

#### 収録曲
| #         | タイトル                 | 作詞            | 作曲      | 時間   |
| --------- | ------------------------ | --------------- | --------- | ------ |
| 1.        | 「NとLの野球帽」         | Chage           | Chage     | 6:32   |
| 2.        | 「勇気の言葉」           | 青木せい子      | Chage     | 5:22   |
| 3.        | 「CRIMSON」              | Chage           | Chage     | 6:06   |
| 4.        | 「LOVE」                 | 青木せい子      | Chage     | 4:57   |
| 5.        | 「Mr.Liverpool」         | Chage           | 村上啓介  | 5:13   |
| 6.        | 「東京 Doll」            | 澤地隆          | Chage     | 4:37   |
| 7.        | 「レノンのミスキャスト」 | 澤地隆          | Chage     | 4:27   |
| 8.        | 「Reason」               | 澤地隆          | Chage     | 4:49   |
| 9.        | 「紫陽花と向日葵」       | Chage           | Chage     | 5:40   |
| 10.       | 「夢を見ましょうか」     | Chage           | Chage     | 3:35   |
| 11.       | 「SOME DAY」             | 澤地隆          | Chage     | 6:28   |
| 12.       | 「ベンチ」               | Chage           | Chage     | 5:34   |
| 13.       | 「赤いベッド」           | 澤地隆          | Chage     | 4:19   |
| 14.       | 「夢」                   | Chage           | Chage     | 5:19   |
| 15.       | 「CATCH & RELEASE」      | Chage           | Chage     | 6:31   |
| 16.       | 「告白」                 | 青木せい子      | Chage     | 5:43   |
| 17.       | 「WINDY ROAD」           | 澤地隆          | Chage     | 7:35   |
| 18.       | 「終章 (エピローグ)」    | Chage、田北憲次 | Chage     | 5:57   |
| 19.       | 「[7]」                  | Chage           | Chage     | 4:52   |
| 20.       | 「ロマンシング ヤード」  | 秋谷銀四郎      | Chage     | 5:01   |
| 21.       | 「夏の終わり」           | 澤地隆          | Chage     | 7:03   |
| 合計時間: | 合計時間:                | 合計時間:       | 合計時間: | 115:40 |